# داگلاس دی-۵۵۸-۱ اسکای‌استریک
داگلاس دی-۵۵۸–۱ اسکای‌استریک (به انگلیسی: Douglas D-558-1 Skystreak) یک هواپیمای ساختِ کارخانهٔ شرکت هواپیماسازی داگلاس در کشور ایالات متحده آمریکا است. نخستین استفاده‌کنندهٔ این هواپیما نیروی دریایی ایالات متحده آمریکا بوده‌است. این هواپیما برای نخستین بار در ۱۴ آوریل ۱۹۴۷ میلادی مورد استفاده قرار گرفت.